# Famille Galli da Bibiena
Pour les articles homonymes, voir Bibiena.
Cette page explique l’histoire ou répertorie les différents membres de la famille Galli da Bibiena.
L'arbre généalogique ci-dessous reconstitue la lignée des Galli da Bibiena ou Galli da Bibbiena,, célèbre famille de peintres italiens des XVIIe et XVIIIe siècles, originaire de la ville de Bibbiena, commune italienne de la province d'Arezzo.
Giovanni Maria Galli da Bibbiena, le premier de la lignée des Galli da Bibiena, change l'orthographe de son nom de Bibbiena en Bibiena pour se distinguer d'un peintre homonyme.

## Généalogie d'artistesportant le nom de Galli da Bibiena
Les cases couleur foncée indiquent le statut d'artiste peintre, sculpteur, graveur, dessinateur, enlumineur, de couleur claire, indiquent les épouses et autres non définis comme artiste.
|  |  |  |  |  |  |  |  |                                                                          |                                                                          |                                                                          |                                                                          |                                                                          |                                                                          |  |  |                                                                                   |                                                                                   |                                                                                   |                                                                                   |                                                                                   |                                                                                   |  |  | Florentin Francesco Galli Mort en 1665 Père de Giovanni Maria | Florentin Francesco Galli Mort en 1665 Père de Giovanni Maria | Florentin Francesco Galli Mort en 1665 Père de Giovanni Maria | Florentin Francesco Galli Mort en 1665 Père de Giovanni Maria | Florentin Francesco Galli Mort en 1665 Père de Giovanni Maria | Florentin Francesco Galli Mort en 1665 Père de Giovanni Maria |  |  | Épouse de Florentin mère de Giovanni Maria Galli                   | Épouse de Florentin mère de Giovanni Maria Galli                   | Épouse de Florentin mère de Giovanni Maria Galli                   | Épouse de Florentin mère de Giovanni Maria Galli                   | Épouse de Florentin mère de Giovanni Maria Galli                   | Épouse de Florentin mère de Giovanni Maria Galli                   |  |  |                                                   |                                                   |                                                   |                                                   |                                                   |                                                   |  |  |                                                            |                                                            |                                                            |                                                            |                                                            |                                                            |  |  |                                                          |                                                          |                                                          |                                                          |                                                          |                                                          |
|  |  |  |  |  |  |  |  |                                                                          |                                                                          |                                                                          |                                                                          |                                                                          |                                                                          |  |  |                                                                                   |                                                                                   |                                                                                   |                                                                                   |                                                                                   |                                                                                   |  |  | Florentin Francesco Galli Mort en 1665 Père de Giovanni Maria | Florentin Francesco Galli Mort en 1665 Père de Giovanni Maria | Florentin Francesco Galli Mort en 1665 Père de Giovanni Maria | Florentin Francesco Galli Mort en 1665 Père de Giovanni Maria | Florentin Francesco Galli Mort en 1665 Père de Giovanni Maria | Florentin Francesco Galli Mort en 1665 Père de Giovanni Maria |  |  | Épouse de Florentin mère de Giovanni Maria Galli                   | Épouse de Florentin mère de Giovanni Maria Galli                   | Épouse de Florentin mère de Giovanni Maria Galli                   | Épouse de Florentin mère de Giovanni Maria Galli                   | Épouse de Florentin mère de Giovanni Maria Galli                   | Épouse de Florentin mère de Giovanni Maria Galli                   |  |  |                                                   |                                                   |                                                   |                                                   |                                                   |                                                   |  |  |                                                            |                                                            |                                                            |                                                            |                                                            |                                                            |  |  |                                                          |                                                          |                                                          |                                                          |                                                          |                                                          |
|  |  |  |  |  |  |  |  |                                                                          |                                                                          |                                                                          |                                                                          |                                                                          |                                                                          |  |  |                                                                                   |                                                                                   |                                                                                   |                                                                                   |                                                                                   |                                                                                   |  |  |                                                               |                                                               |                                                               |                                                               |                                                               |                                                               |  |  |                                                                    |                                                                    |                                                                    |                                                                    |                                                                    |                                                                    |  |  |                                                   |                                                   |                                                   |                                                   |                                                   |                                                   |  |  |                                                            |                                                            |                                                            |                                                            |                                                            |                                                            |  |  |                                                          |                                                          |                                                          |                                                          |                                                          |                                                          |
|  |  |  |  |  |  |  |  |                                                                          |                                                                          |                                                                          |                                                                          |                                                                          |                                                                          |  |  |                                                                                   |                                                                                   |                                                                                   |                                                                                   |                                                                                   |                                                                                   |  |  |                                                               |                                                               |                                                               |                                                               |                                                               |                                                               |  |  |                                                                    |                                                                    |                                                                    |                                                                    |                                                                    |                                                                    |  |  |                                                   |                                                   |                                                   |                                                   |                                                   |                                                   |  |  |                                                            |                                                            |                                                            |                                                            |                                                            |                                                            |  |  |                                                          |                                                          |                                                          |                                                          |                                                          |                                                          |
|  |  |  |  |  |  |  |  |                                                                          |                                                                          |                                                                          |                                                                          |                                                                          |                                                                          |  |  |                                                                                   |                                                                                   |                                                                                   |                                                                                   |                                                                                   |                                                                                   |  |  | Épouse et mère de Ferdinando Marie oriana Francesco           | Épouse et mère de Ferdinando Marie oriana Francesco           | Épouse et mère de Ferdinando Marie oriana Francesco           | Épouse et mère de Ferdinando Marie oriana Francesco           | Épouse et mère de Ferdinando Marie oriana Francesco           | Épouse et mère de Ferdinando Marie oriana Francesco           |  |  | Giovani Maria Galli 1625-1665 Peintre et fresquiste                | Giovani Maria Galli 1625-1665 Peintre et fresquiste                | Giovani Maria Galli 1625-1665 Peintre et fresquiste                | Giovani Maria Galli 1625-1665 Peintre et fresquiste                | Giovani Maria Galli 1625-1665 Peintre et fresquiste                | Giovani Maria Galli 1625-1665 Peintre et fresquiste                |  |  |                                                   |                                                   |                                                   |                                                   |                                                   |                                                   |  |  |                                                            |                                                            |                                                            |                                                            |                                                            |                                                            |  |  |                                                          |                                                          |                                                          |                                                          |                                                          |                                                          |
|  |  |  |  |  |  |  |  |                                                                          |                                                                          |                                                                          |                                                                          |                                                                          |                                                                          |  |  |                                                                                   |                                                                                   |                                                                                   |                                                                                   |                                                                                   |                                                                                   |  |  | Épouse et mère de Ferdinando Marie oriana Francesco           | Épouse et mère de Ferdinando Marie oriana Francesco           | Épouse et mère de Ferdinando Marie oriana Francesco           | Épouse et mère de Ferdinando Marie oriana Francesco           | Épouse et mère de Ferdinando Marie oriana Francesco           | Épouse et mère de Ferdinando Marie oriana Francesco           |  |  | Giovani Maria Galli 1625-1665 Peintre et fresquiste                | Giovani Maria Galli 1625-1665 Peintre et fresquiste                | Giovani Maria Galli 1625-1665 Peintre et fresquiste                | Giovani Maria Galli 1625-1665 Peintre et fresquiste                | Giovani Maria Galli 1625-1665 Peintre et fresquiste                | Giovani Maria Galli 1625-1665 Peintre et fresquiste                |  |  |                                                   |                                                   |                                                   |                                                   |                                                   |                                                   |  |  |                                                            |                                                            |                                                            |                                                            |                                                            |                                                            |  |  |                                                          |                                                          |                                                          |                                                          |                                                          |                                                          |
|  |  |  |  |  |  |  |  |                                                                          |                                                                          |                                                                          |                                                                          |                                                                          |                                                                          |  |  |                                                                                   |                                                                                   |                                                                                   |                                                                                   |                                                                                   |                                                                                   |  |  |                                                               |                                                               |                                                               |                                                               |                                                               |                                                               |  |  |                                                                    |                                                                    |                                                                    |                                                                    |                                                                    |                                                                    |  |  |                                                   |                                                   |                                                   |                                                   |                                                   |                                                   |  |  |                                                            |                                                            |                                                            |                                                            |                                                            |                                                            |  |  |                                                          |                                                          |                                                          |                                                          |                                                          |                                                          |
|  |  |  |  |  |  |  |  |                                                                          |                                                                          |                                                                          |                                                                          |                                                                          |                                                                          |  |  |                                                                                   |                                                                                   |                                                                                   |                                                                                   |                                                                                   |                                                                                   |  |  |                                                               |                                                               |                                                               |                                                               |                                                               |                                                               |  |  |                                                                    |                                                                    |                                                                    |                                                                    |                                                                    |                                                                    |  |  |                                                   |                                                   |                                                   |                                                   |                                                   |                                                   |  |  |                                                            |                                                            |                                                            |                                                            |                                                            |                                                            |  |  |                                                          |                                                          |                                                          |                                                          |                                                          |                                                          |
|  |  |  |  |  |  |  |  |                                                                          |                                                                          |                                                                          |                                                                          |                                                                          |                                                                          |  |  |                                                                                   |                                                                                   |                                                                                   |                                                                                   |                                                                                   |                                                                                   |  |  | Épouse Corona Stradella Mère de sept enfants                  | Épouse Corona Stradella Mère de sept enfants                  | Épouse Corona Stradella Mère de sept enfants                  | Épouse Corona Stradella Mère de sept enfants                  | Épouse Corona Stradella Mère de sept enfants                  | Épouse Corona Stradella Mère de sept enfants                  |  |  | Ferdinando Galli 1657-1743 Peintre et Architecte                   | Ferdinando Galli 1657-1743 Peintre et Architecte                   | Ferdinando Galli 1657-1743 Peintre et Architecte                   | Ferdinando Galli 1657-1743 Peintre et Architecte                   | Ferdinando Galli 1657-1743 Peintre et Architecte                   | Ferdinando Galli 1657-1743 Peintre et Architecte                   |  |  | Marie Oriana Galli 1656-1749 Peintre Portraitiste | Marie Oriana Galli 1656-1749 Peintre Portraitiste | Marie Oriana Galli 1656-1749 Peintre Portraitiste | Marie Oriana Galli 1656-1749 Peintre Portraitiste | Marie Oriana Galli 1656-1749 Peintre Portraitiste | Marie Oriana Galli 1656-1749 Peintre Portraitiste |  |  | Gioacchino Pizzoli 1651=1731 Époux de Marie Oriana Peintre | Gioacchino Pizzoli 1651=1731 Époux de Marie Oriana Peintre | Gioacchino Pizzoli 1651=1731 Époux de Marie Oriana Peintre | Gioacchino Pizzoli 1651=1731 Époux de Marie Oriana Peintre | Gioacchino Pizzoli 1651=1731 Époux de Marie Oriana Peintre | Gioacchino Pizzoli 1651=1731 Époux de Marie Oriana Peintre |  |  | Francesco Galli 1659-1739 Peintre Architecte             | Francesco Galli 1659-1739 Peintre Architecte             | Francesco Galli 1659-1739 Peintre Architecte             | Francesco Galli 1659-1739 Peintre Architecte             | Francesco Galli 1659-1739 Peintre Architecte             | Francesco Galli 1659-1739 Peintre Architecte             |
|  |  |  |  |  |  |  |  |                                                                          |                                                                          |                                                                          |                                                                          |                                                                          |                                                                          |  |  |                                                                                   |                                                                                   |                                                                                   |                                                                                   |                                                                                   |                                                                                   |  |  | Épouse Corona Stradella Mère de sept enfants                  | Épouse Corona Stradella Mère de sept enfants                  | Épouse Corona Stradella Mère de sept enfants                  | Épouse Corona Stradella Mère de sept enfants                  | Épouse Corona Stradella Mère de sept enfants                  | Épouse Corona Stradella Mère de sept enfants                  |  |  | Ferdinando Galli 1657-1743 Peintre et Architecte                   | Ferdinando Galli 1657-1743 Peintre et Architecte                   | Ferdinando Galli 1657-1743 Peintre et Architecte                   | Ferdinando Galli 1657-1743 Peintre et Architecte                   | Ferdinando Galli 1657-1743 Peintre et Architecte                   | Ferdinando Galli 1657-1743 Peintre et Architecte                   |  |  | Marie Oriana Galli 1656-1749 Peintre Portraitiste | Marie Oriana Galli 1656-1749 Peintre Portraitiste | Marie Oriana Galli 1656-1749 Peintre Portraitiste | Marie Oriana Galli 1656-1749 Peintre Portraitiste | Marie Oriana Galli 1656-1749 Peintre Portraitiste | Marie Oriana Galli 1656-1749 Peintre Portraitiste |  |  | Gioacchino Pizzoli 1651=1731 Époux de Marie Oriana Peintre | Gioacchino Pizzoli 1651=1731 Époux de Marie Oriana Peintre | Gioacchino Pizzoli 1651=1731 Époux de Marie Oriana Peintre | Gioacchino Pizzoli 1651=1731 Époux de Marie Oriana Peintre | Gioacchino Pizzoli 1651=1731 Époux de Marie Oriana Peintre | Gioacchino Pizzoli 1651=1731 Époux de Marie Oriana Peintre |  |  | Francesco Galli 1659-1739 Peintre Architecte             | Francesco Galli 1659-1739 Peintre Architecte             | Francesco Galli 1659-1739 Peintre Architecte             | Francesco Galli 1659-1739 Peintre Architecte             | Francesco Galli 1659-1739 Peintre Architecte             | Francesco Galli 1659-1739 Peintre Architecte             |
|  |  |  |  |  |  |  |  |                                                                          |                                                                          |                                                                          |                                                                          |                                                                          |                                                                          |  |  |                                                                                   |                                                                                   |                                                                                   |                                                                                   |                                                                                   |                                                                                   |  |  |                                                               |                                                               |                                                               |                                                               |                                                               |                                                               |  |  |                                                                    |                                                                    |                                                                    |                                                                    |                                                                    |                                                                    |  |  |                                                   |                                                   |                                                   |                                                   |                                                   |                                                   |  |  |                                                            |                                                            |                                                            |                                                            |                                                            |                                                            |  |  |                                                          |                                                          |                                                          |                                                          |                                                          |                                                          |
|  |  |  |  |  |  |  |  |                                                                          |                                                                          |                                                                          |                                                                          |                                                                          |                                                                          |  |  |                                                                                   |                                                                                   |                                                                                   |                                                                                   |                                                                                   |                                                                                   |  |  |                                                               |                                                               |                                                               |                                                               |                                                               |                                                               |  |  |                                                                    |                                                                    |                                                                    |                                                                    |                                                                    |                                                                    |  |  |                                                   |                                                   |                                                   |                                                   |                                                   |                                                   |  |  |                                                            |                                                            |                                                            |                                                            |                                                            |                                                            |  |  |                                                          |                                                          |                                                          |                                                          |                                                          |                                                          |
|  |  |  |  |  |  |  |  | Alessandro Galli Fils aîné de Ferdinando 1687-1769 Peintre et Architecte | Alessandro Galli Fils aîné de Ferdinando 1687-1769 Peintre et Architecte | Alessandro Galli Fils aîné de Ferdinando 1687-1769 Peintre et Architecte | Alessandro Galli Fils aîné de Ferdinando 1687-1769 Peintre et Architecte | Alessandro Galli Fils aîné de Ferdinando 1687-1769 Peintre et Architecte | Alessandro Galli Fils aîné de Ferdinando 1687-1769 Peintre et Architecte |  |  | Giuseppe Galli Second fils de Ferdinando 1696-1756 Peintre Dessinateur Architecte | Giuseppe Galli Second fils de Ferdinando 1696-1756 Peintre Dessinateur Architecte | Giuseppe Galli Second fils de Ferdinando 1696-1756 Peintre Dessinateur Architecte | Giuseppe Galli Second fils de Ferdinando 1696-1756 Peintre Dessinateur Architecte | Giuseppe Galli Second fils de Ferdinando 1696-1756 Peintre Dessinateur Architecte | Giuseppe Galli Second fils de Ferdinando 1696-1756 Peintre Dessinateur Architecte |  |  | Antonio Galli Fils de Ferdinando 1700-1774 Peintre            | Antonio Galli Fils de Ferdinando 1700-1774 Peintre            | Antonio Galli Fils de Ferdinando 1700-1774 Peintre            | Antonio Galli Fils de Ferdinando 1700-1774 Peintre            | Antonio Galli Fils de Ferdinando 1700-1774 Peintre            | Antonio Galli Fils de Ferdinando 1700-1774 Peintre            |  |  | Giovani Maria Galli (Le Jeune) XVIIIe siècle Peintre et Architecte | Giovani Maria Galli (Le Jeune) XVIIIe siècle Peintre et Architecte | Giovani Maria Galli (Le Jeune) XVIIIe siècle Peintre et Architecte | Giovani Maria Galli (Le Jeune) XVIIIe siècle Peintre et Architecte | Giovani Maria Galli (Le Jeune) XVIIIe siècle Peintre et Architecte | Giovani Maria Galli (Le Jeune) XVIIIe siècle Peintre et Architecte |  |  | Trois filles de Ferdinando se font religieuses    | Trois filles de Ferdinando se font religieuses    | Trois filles de Ferdinando se font religieuses    | Trois filles de Ferdinando se font religieuses    | Trois filles de Ferdinando se font religieuses    | Trois filles de Ferdinando se font religieuses    |  |  | Domenico Pizzoli 1687-1720 Fils de Marie Oriana Peintre    | Domenico Pizzoli 1687-1720 Fils de Marie Oriana Peintre    | Domenico Pizzoli 1687-1720 Fils de Marie Oriana Peintre    | Domenico Pizzoli 1687-1720 Fils de Marie Oriana Peintre    | Domenico Pizzoli 1687-1720 Fils de Marie Oriana Peintre    | Domenico Pizzoli 1687-1720 Fils de Marie Oriana Peintre    |  |  | Giovanni Carlo Galli 1717-1760 Fils de Francesco Peintre | Giovanni Carlo Galli 1717-1760 Fils de Francesco Peintre | Giovanni Carlo Galli 1717-1760 Fils de Francesco Peintre | Giovanni Carlo Galli 1717-1760 Fils de Francesco Peintre | Giovanni Carlo Galli 1717-1760 Fils de Francesco Peintre | Giovanni Carlo Galli 1717-1760 Fils de Francesco Peintre |
|  |  |  |  |  |  |  |  | Alessandro Galli Fils aîné de Ferdinando 1687-1769 Peintre et Architecte | Alessandro Galli Fils aîné de Ferdinando 1687-1769 Peintre et Architecte | Alessandro Galli Fils aîné de Ferdinando 1687-1769 Peintre et Architecte | Alessandro Galli Fils aîné de Ferdinando 1687-1769 Peintre et Architecte | Alessandro Galli Fils aîné de Ferdinando 1687-1769 Peintre et Architecte | Alessandro Galli Fils aîné de Ferdinando 1687-1769 Peintre et Architecte |  |  | Giuseppe Galli Second fils de Ferdinando 1696-1756 Peintre Dessinateur Architecte | Giuseppe Galli Second fils de Ferdinando 1696-1756 Peintre Dessinateur Architecte | Giuseppe Galli Second fils de Ferdinando 1696-1756 Peintre Dessinateur Architecte | Giuseppe Galli Second fils de Ferdinando 1696-1756 Peintre Dessinateur Architecte | Giuseppe Galli Second fils de Ferdinando 1696-1756 Peintre Dessinateur Architecte | Giuseppe Galli Second fils de Ferdinando 1696-1756 Peintre Dessinateur Architecte |  |  | Antonio Galli Fils de Ferdinando 1700-1774 Peintre            | Antonio Galli Fils de Ferdinando 1700-1774 Peintre            | Antonio Galli Fils de Ferdinando 1700-1774 Peintre            | Antonio Galli Fils de Ferdinando 1700-1774 Peintre            | Antonio Galli Fils de Ferdinando 1700-1774 Peintre            | Antonio Galli Fils de Ferdinando 1700-1774 Peintre            |  |  | Giovani Maria Galli (Le Jeune) XVIIIe siècle Peintre et Architecte | Giovani Maria Galli (Le Jeune) XVIIIe siècle Peintre et Architecte | Giovani Maria Galli (Le Jeune) XVIIIe siècle Peintre et Architecte | Giovani Maria Galli (Le Jeune) XVIIIe siècle Peintre et Architecte | Giovani Maria Galli (Le Jeune) XVIIIe siècle Peintre et Architecte | Giovani Maria Galli (Le Jeune) XVIIIe siècle Peintre et Architecte |  |  | Trois filles de Ferdinando se font religieuses    | Trois filles de Ferdinando se font religieuses    | Trois filles de Ferdinando se font religieuses    | Trois filles de Ferdinando se font religieuses    | Trois filles de Ferdinando se font religieuses    | Trois filles de Ferdinando se font religieuses    |  |  | Domenico Pizzoli 1687-1720 Fils de Marie Oriana Peintre    | Domenico Pizzoli 1687-1720 Fils de Marie Oriana Peintre    | Domenico Pizzoli 1687-1720 Fils de Marie Oriana Peintre    | Domenico Pizzoli 1687-1720 Fils de Marie Oriana Peintre    | Domenico Pizzoli 1687-1720 Fils de Marie Oriana Peintre    | Domenico Pizzoli 1687-1720 Fils de Marie Oriana Peintre    |  |  | Giovanni Carlo Galli 1717-1760 Fils de Francesco Peintre | Giovanni Carlo Galli 1717-1760 Fils de Francesco Peintre | Giovanni Carlo Galli 1717-1760 Fils de Francesco Peintre | Giovanni Carlo Galli 1717-1760 Fils de Francesco Peintre | Giovanni Carlo Galli 1717-1760 Fils de Francesco Peintre | Giovanni Carlo Galli 1717-1760 Fils de Francesco Peintre |
|  |  |  |  |  |  |  |  |                                                                          |                                                                          |                                                                          |                                                                          |                                                                          |                                                                          |  |  | Carlo Galli 1728-1787 Fils de Giuseppe Peintre et dessinateur                     |                                                                                   |                                                                                   |                                                                                   |                                                                                   |                                                                                   |  |  |                                                               |                                                               |                                                               |                                                               |                                                               |                                                               |  |  |                                                                    |                                                                    |                                                                    |                                                                    |                                                                    |                                                                    |  |  |                                                   |                                                   |                                                   |                                                   |                                                   |                                                   |  |  |                                                            |                                                            |                                                            |                                                            |                                                            |                                                            |  |  |                                                          |                                                          |                                                          |                                                          |                                                          |                                                          |

## Biographies
Biographies succinctes des membres de la famille Bibiena. Elles sont reprises individuellement pour chaque peintre dans leur propre article.
- Origine de la dynastie Galli
  - Florentin Francesco Galli, mort en 1665. Il est maire de la commune de Bibbiena en Italie.
- Première génération
  - Giovanni Maria Galli da Bibbiena, pseudonyme de Galli Giovanni Maria, né en 1625 à Bibbiena, mort en 1665 à Bologne, est un peintre de sujets mythologiques, compositions religieuses, fresquiste du XVIIe siècle. Italien. Fils de le Florentin Francesco Galli, maire de la petite ville toscane, mort à Bologne le 21 juin 1665. Giovanni Maria Galli, de son vrai nom, adopte comme pseudonyme pour son activité d'artiste, Bibbiena, qui est le nom de la commune où il est né. Il change l'orthographe de son nom de Bibbiena en Bibiena pour se distinguer d'un peintre homonyme. Ce pseudonyme est adopté par tous ses descendants. Au sommet de cette dynastie de peintres, Giovanni Maria est l'ancêtre de cette famille d'artistes, hormis son père dont on ne connaît pas l'activité à part celle de maire. Élève et aide de Francesco Albani ; sa production de tableaux, de fresques et de tableaux d'autel est considérable. Il copie aussi beaucoup d'œuvres pour son maître. Parmi ses travaux, on mentionne en 1651 une Ascension dans la Chartreuse à Bologne, Les Exploits de saint Bernardin dans l'église de Buon Gesù, Les trois mille croisés de Bologne recevant la bénédiction du pape au palais public, salle Farnèse à Bologne, un tableau à l'huile dans l'église Buon Gesù représentant Le christ chassant la tentation[3],[4].
- Deuxième génération

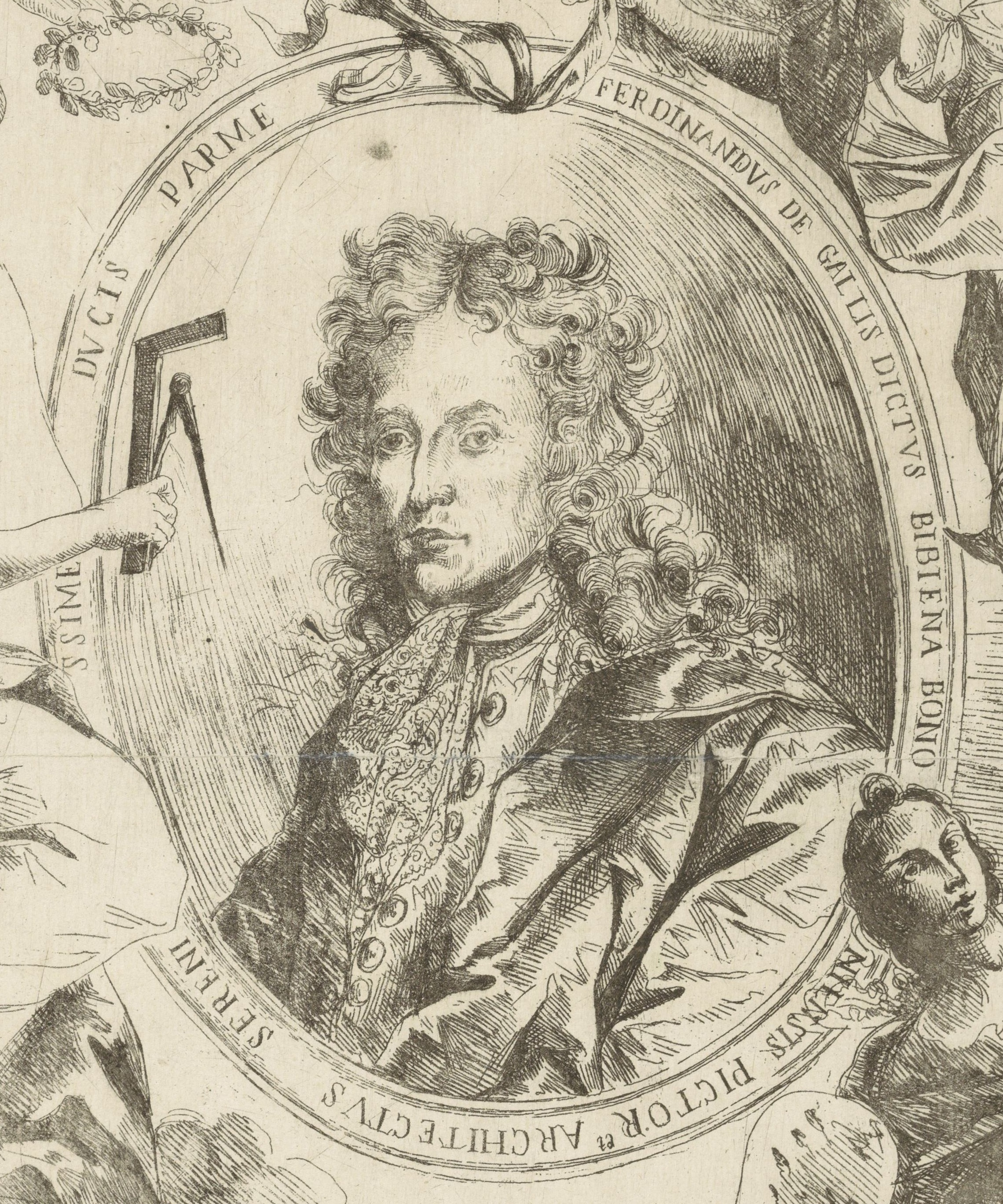
Ferdinando

- - Bibiena Ferdinando, pseudonyme de Galli Ferdinando,  né le 18 août 1657 à Bologne, mort le 3 janvier 1743 dans cette même ville, est peintre d'architectures, Compositions décoratives, décorateur de théâtre, architecte des XVIIe – XVIIIe siècles. Italien. En 1686, il épouse Corona Stradella, d'une famille noble de Borgotaro et ils ont sept enfants. Il est le fils de Giovanni Maria. Il poursuit ses études chez Carlo Cignani et élève de son père, puis travaille plus tard chez l'architecte Paradosso, chez Mannini (en) (1646-1732) et Aldrovandini (en). Son maître Cignani le recommande au duc Ranuccio Farnèse qui le nomme à Parme, son premier peintre et architecte. Il reste à la cour sous son successeur Francesco et partage son temps entre Parme et Plaisance[5],[3],[6],[7].
  - Bibiena Marie Oriana (it), pseudonyme de Galli Marie Oriana, née en 1656 à Bologne, morte en 1749 dans cette même ville, est une peintre des XVIIe – XVIIIe siècles. Italienne. Cette artiste est la fille de Giovanni Maria, l'élève de Marcantonio Franceschini et de Carlo Cignani. Quelques portraits et tableaux d'histoire sont à son actif. Elle est la mère du peintre Domenico Pizzoli (1687-1720) dont le père est Gioacchino Pizzoli (1651-1731)[8],[9].

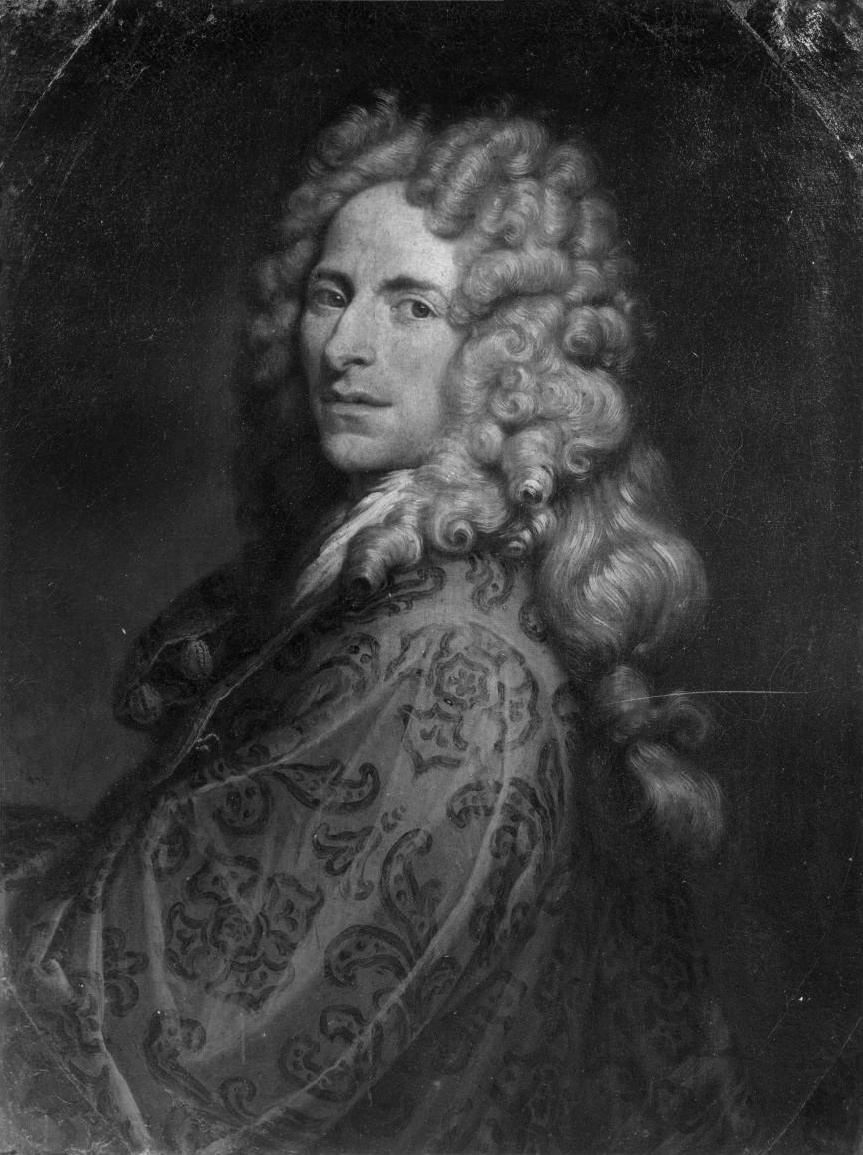
Francesco

- - Bibiena Francesco, pseudonyme de Galli Francesco, né le 12 décembre 1659 à Bologne, mort le 20 janvier 1739 dans cette même ville, est un peintre de compositions religieuses, architecte des XVIIe – XVIIIe siècles. Italien. Il est le fils de Giovanni Maria, élève tout d'abord de Pasinelli, et par la suite, de Cignani. Il commence une carrière artistique vers 1679, suivi de son installation à Plaisance dans le palais ducal en 1682. Il séjourne aussi à Parme, travaillant dans les palais des marquis Dalla Rosa Prati (it) et Meli Lupi di Soragna (en). Il collabore avec son frère Ferdinando chez le duc de Mirandole. En tant qu'architecte des Gonzague, il travaille à Rome, Mantoue, Gênes, Naples et Vienne[4],[3],[10],[11].
- Troisième génération
  - Bibiena Alessandro, pseudonyme de Galli Alessandro, né à Parme en 1687, mort avant 1769 à Mannheim, est un peintre, décorateur de théâtre et architecte des XVIIe – XVIIIe siècles. Italien. Il est le fils aîné de Ferdinando. En 1719, il est cité comme peintre de l'Électeur palatin Charles Philippe qui l'anoblit en 1740 et le nomme directeur de ses bâtiments[12],[13].

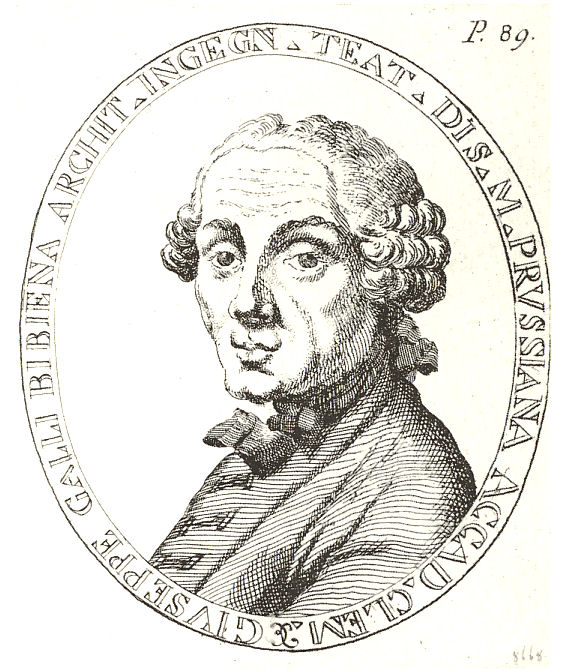
Giuseppe

- - Bibiena Giuseppe, pseudonyme de Galli Giuseppe, né le 5 janvier 1696 à Parme, mort en 1756 à Berlin, est un peintre d'architectures, décorateur de théâtre, décorateur, dessinateur et architecte du XVIIIe siècle. Italien. Il est le second fils et élève de Ferdinando Galli da Bibiena qu'il accompagne à Barcelone. Par la suite, il s'établit avec son père à la cour de Vienne en 1712. À partir de 1716, Giuseppe commence à fournir des dessins et des plans de décorations pour les fêtes et les théâtres. En 1717, il remplace son père qui quitte Vienne. Il exécute les décorations du nouvel Opéra de Dresde et construit et décore le catafalque pour l'impératrice Éléonora-Magdalena, dans l'église Saint-Augustin à Vienne[4],[3].
  - Bibiena Antonio, pseudonyme de Galli Antonio, né en 1700 à Parme, mort en 1774 à Milan ou à Mantoue, est un peintre Italien du XVIIIe siècle. Il est le troisième fils de Ferdinando et l'élève de Giuseppe del Sole, de Felice Torelli et de Franceschini. De 1753 à 1763, il construit les théâtres de Bologne, de Vienne et autres villes dont il assure les travaux décoratifs. Il exécute des fresques dans la coupole de l'église de la Trinité (en) à Presbourg, dans l'église San Agostino de Pérouse, et des perspectives dans plusieurs palais de Bologne, ainsi que des décorations dans des églises de Parme, de Livourne et de Mantoue[12],[3],[14].
  - Bibiena Giovanni Maria, dit le Jeune, pseudonyme de Galli Giovanni Maria, né au début du XVIIIe siècle, actif à Prague vers 1739-1779, est un peintre et architecte Italien. Il est le fils de Ferdinando Galli da Bibiena. Ses dates de naissance et de décès ne sont pas mentionnées dans la bibliographie disponible. Sa période d'activité est vraisemblablement définie par la datation de son œuvre peint[4],[15].
  - Galli da Bibiena Jean (1709 - ~1779), fils de Francesco, écrivain d'expression française.
  - Bibiena Giovanni Carlo, pseudonyme de Galli Giovanni Carlo, né à Bologne le 13 août 1717, mort le 20 novembre 1760 à Lisbonne, fils de Francesco, est un peintre de compositions religieuses du XVIIIe siècle. Italien. Cet artiste est décrit par Crespi comme étant membre de l'Académie Clémentine à Bologne. Il exécute plusieurs peintures dans les chapelles de cette ville, et entre par la suite au service du roi du Portugal. Carlo est cité comme étant l'auteur de la décoration de la chapelle Saint-Antoine dans l'église San Bartholomeo di Porta Ravegnana à Bologne[4],[3].
  - Bibiena Carlo (it), pseudonyme de Galli Carlo, né en 1728 à Vienne, mort en 1787 à Florence, est un peintre de compositions décoratives, dessinateur d'architectures du XVIIIe siècle. Italien. Il est le fils de Giuseppe Bibiena et petit-fils de Ferdinando. Il est engagé au service du margrave Frédéric de Bayreuth alors qu'il n'a que vingt ans. Il travaille avec son père au nouveau théâtre, puis part pour Munich en 1753 appelé par l'Électeur de Bavière de l'époque, pour décorer le nouveau théâtre de Munich. Il est le dernier membre connu de la dynastie des Bibiena[12],[3].